# Franz Koritschoner
Franz Koritschoner (23. února 1891 Vídeň – 9. června 1941 Osvětim) byl rakouský politik a jeden ze zakladatelů Komunistické strany Rakouska (Kommunistische Partei Österreichs; KPÖ).

## Život
V roce 1918 byl u vzniku komunistické strany Rakouska. Až do roku 1927 byl členem jejího ústředního výboru. Mimo to působil jako editor stranických novin Die Rote Fahne. Později se stal předsedou rakouských revolučních odborů a pracoval v Profinternu v Moskvě.
Na základě falešných obvinění byl v roce 1937 zatčen a až do roku 1940 vězněn v Sovětském svazu. V dubnu 1941 předaly sovětské úřady Koritschonera do rukou nacistického Německa. Ihned byl zatčen gestapem a uvězněn ve Vídni. 3. června byl poslán do koncentračního tábora v Osvětimi, kde jej o několik dní později – 9. června – zavraždili.
Posmrtně byl během XX. sjezdu Komunistické strany Sovětského svazu zproštěn obvinění pro nedostatek důkazů.